# Lampertsstein
Der Lampertsstein (auch Lamperts-Stein) ist ein 440 m ü. NHN hoher Tafelberg in der linkselbischen Sächsischen Schweiz. Seinen Namen erhielt er nach einem früheren Besitzer.

## Lage und Umgebung
Der Lampertsstein erhebt sich zwei Kilometer östlich von Bielatal im sogenannten Gebiet der Steine, einem Teil der Sächsischen Schweiz, in dem die typischen Tafelberge („Steine“) charakteristisch sind. Östlich des Berges verläuft das Tal des Lampertsbaches, südlich – nur durch eine Einschartung getrennt – befindet sich der Kohlberg.

## Wege zum Gipfel
Ein Aufstieg auf das Gipfelplateau ist entlang eines gelb markierten Wanderweges leicht möglich. 

## Galerie

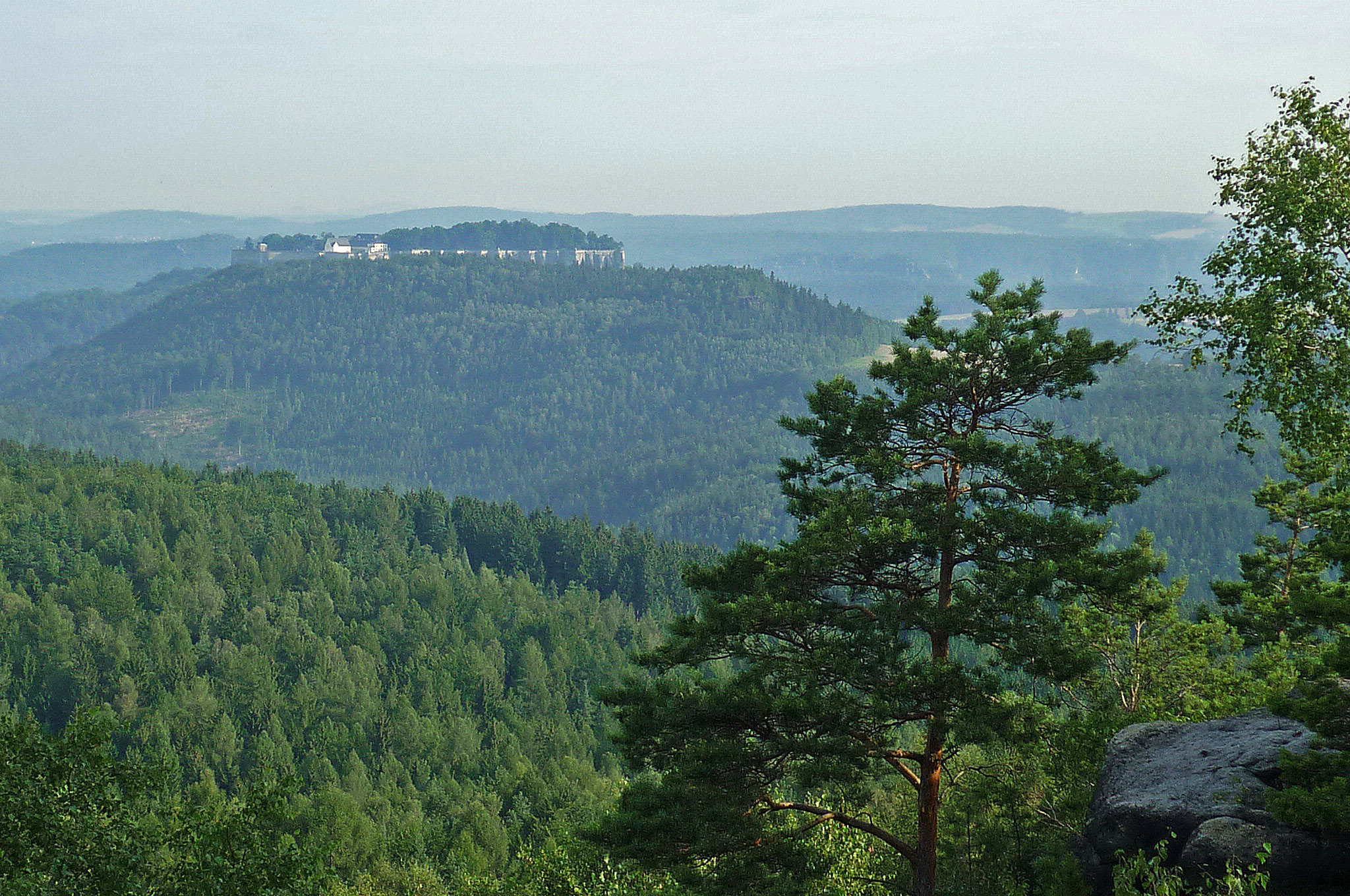
Blick vom Lampertsstein zur Festung Königstein
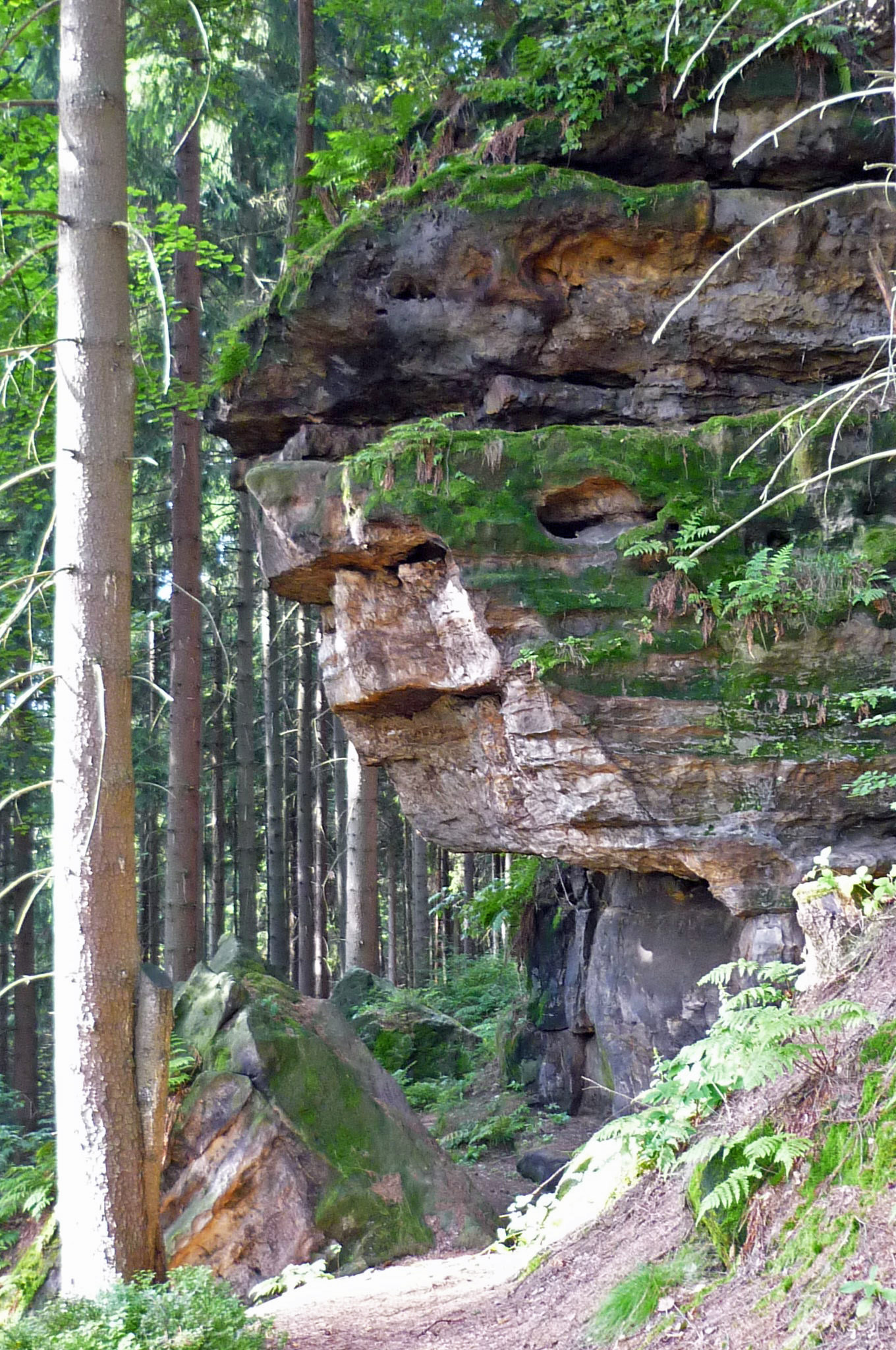
Wanderweg (Teil des Forststeig Elbsandstein) am Ostfuß des Lampertsstein
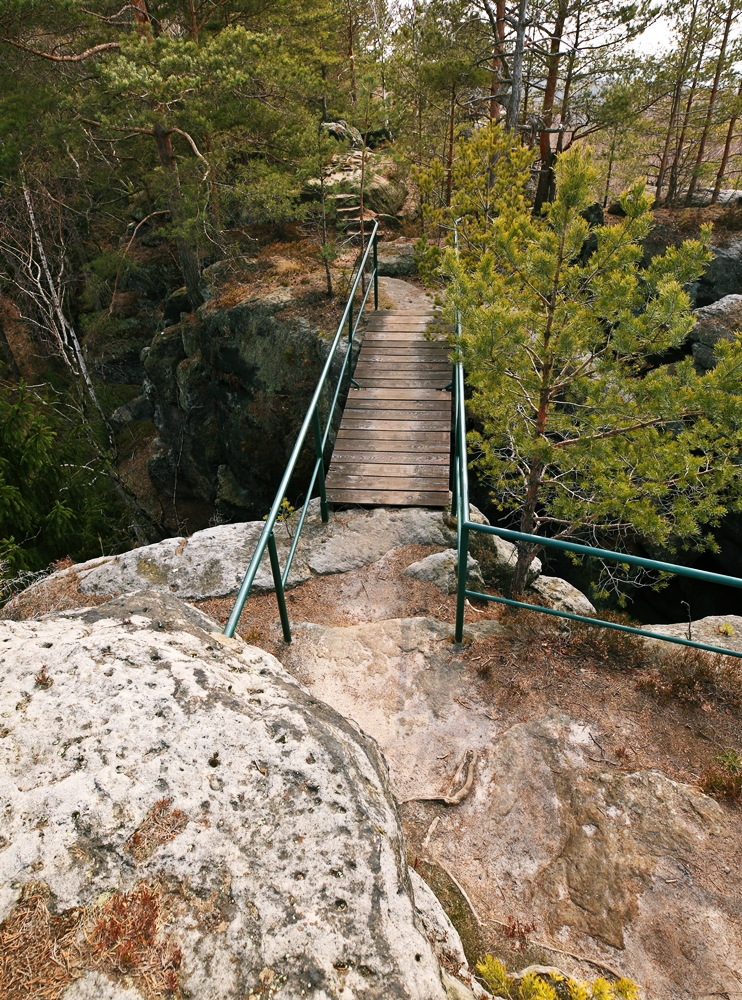
Kammweg (Teil des Forststeig Elbsandstein) auf dem Grat des Lampertsstein
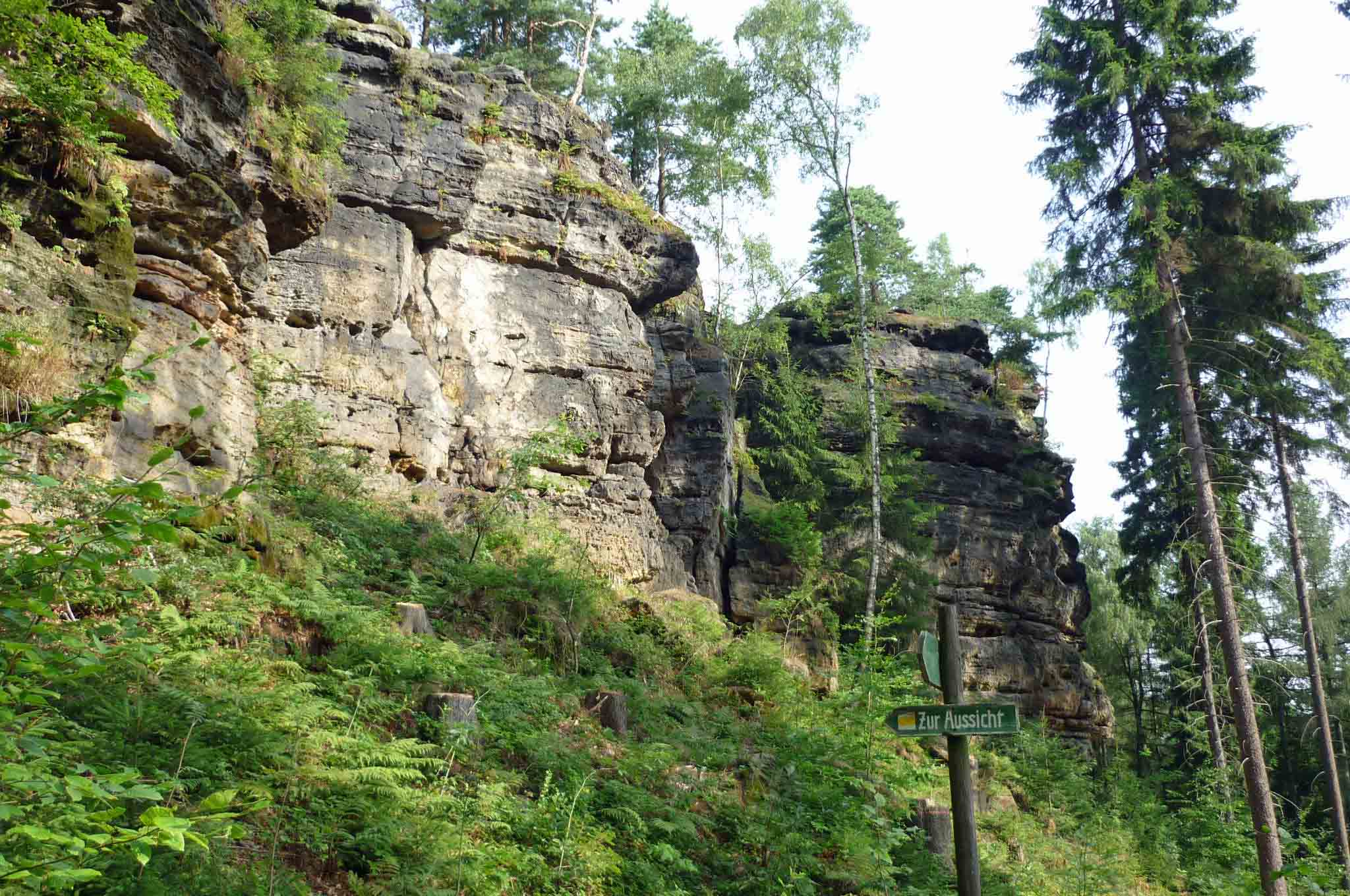
Felsmassiv im Osthang des Lampertsstein